# Abbazia di San Giovanni Evangelista
L'abbazia di San Giovanni Evangelista è un complesso benedettino situato in piazzale San Giovanni 1 a Parma, in Emilia-Romagna. Il vasto insieme di edifici comprende la chiesa, il monastero e l'antica spezieria.

## Storia
Costruita nel 980 dal vescovo Sigefredo II su un precedente oratorio intitolato a San Colombano, l'abbazia viene affidata al primo abate Giovanni, canonico del Capitolo della Cattedrale di Parma. Nel 1477 l'intero complesso venne danneggiato da un incendio.
La basilica abbaziale venne ricostruita a partire dal 1490 circa, con un progetto definitivo nel 1510 a opera di Bernardino Zaccagni. I lavori dovettero concludersi verso il 1519. Fin dai progetti originari l'abate Girolamo Spinola aveva previsto di scandire gli spazi architettonici con un'ampia decorazione pittorica, assicurandosi precocemente il giovane Correggio, che solo pochi anni prima aveva dato un ottimo saggio della sua arte in città in un altro monastero benedettino, quello di San Paolo, in cui aveva decorato per la badessa Giovanna Piacenza la celebrata Camera della Badessa.
In San Giovanni Correggio eseguì cinque imprese ad affresco. La prima è in genere considerata la lunetta con il San Giovanni e l'aquila (1520 circa, alla cui data di realizzazione aveva già forse in mente tutto il complesso decorativo), seguita dalla cupola in cui si trovano l'Ascensione di Cristo corredata dalla decorazione del tamburo e dei quattro pennacchi. La terza impresa riguardava la decorazione della volta e il catino dell'abside della Cappella Maggiore, opera parzialmente distrutta nel 1586 con il prolungamento del coro, della quale resta oggi il grosso frammento centrale dell'Incoronazione della Vergine alla Galleria nazionale di Parma. La quarta riguardò le pareti del coro, completamente distrutte con l'ampliamento. La quinta il fregio pittorico che corre lungo tutto il perimetro interno, ancora in situ. Disegni preparatori dimostrano come anche parti lasciate ai collaboratori vennero progettate da Correggio, come le candelabre che corrono a lati del costoloni della volta sul presbiterio e le figure di putti sulle vele. In particolare nei fregi, di gusto antichizzante, Correggio dimostrò l'aggiornamento rispetto ai più recenti cantieri romani, ben prima che Giulio Romano diffondesse tali stilemi da Mantova (dal 1524), confermando apparentemente l'ipotesi di un viaggio a Roma del Correggio in quegli anni.
Infine a San Giovanni Correggio lasciò verso il 1524 due tele nella Cappella del Bono, oggi alla Galleria nazionale di Parma: il Compianto sul Cristo morto e il Martirio di quattro santi. Sono presenti degli affreschi del pittore parmense Aurelio Barili.

## Abati
Paolo Ferretti (Subiaco, 5 maggio 1866 – Bologna, 22 aprile 1938), insegnante e gregorianista, è stato abate.

## La chiesa

### Esterno

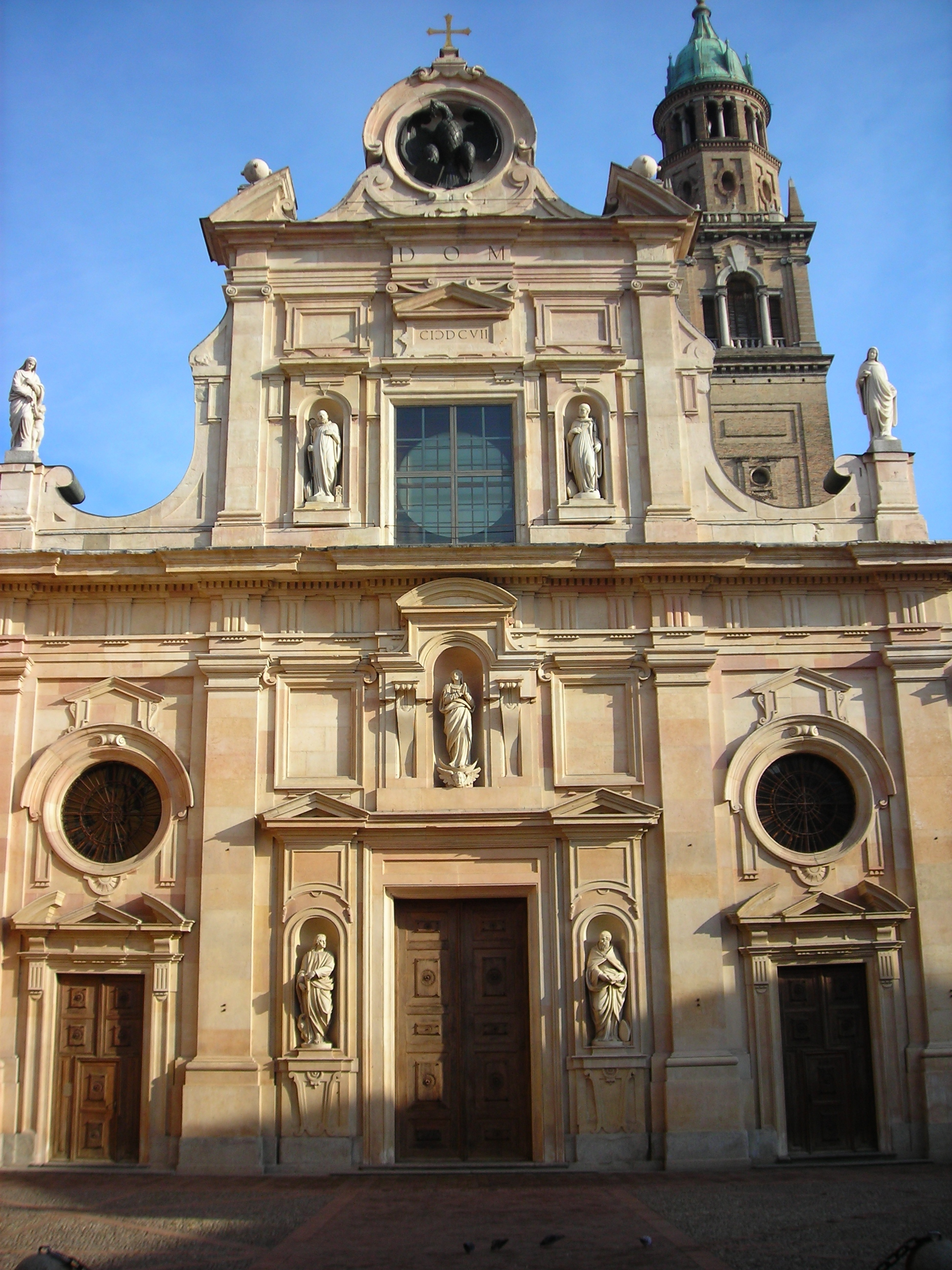
La facciata

La facciata marmorea della chiesa fu disegnata da Simone Moschino in stile tardo manierista nel 1604 e completata nel 1607 con la sovrintendenza di Giovan Battista Carrà detto il Bissone. Il campanile, probabile opera di Giovanni Battista Magnani, presente sul lato destro, fu aggiunto nel 1613. Con un'altezza di 75 metri è il più alto di Parma.

### Interno

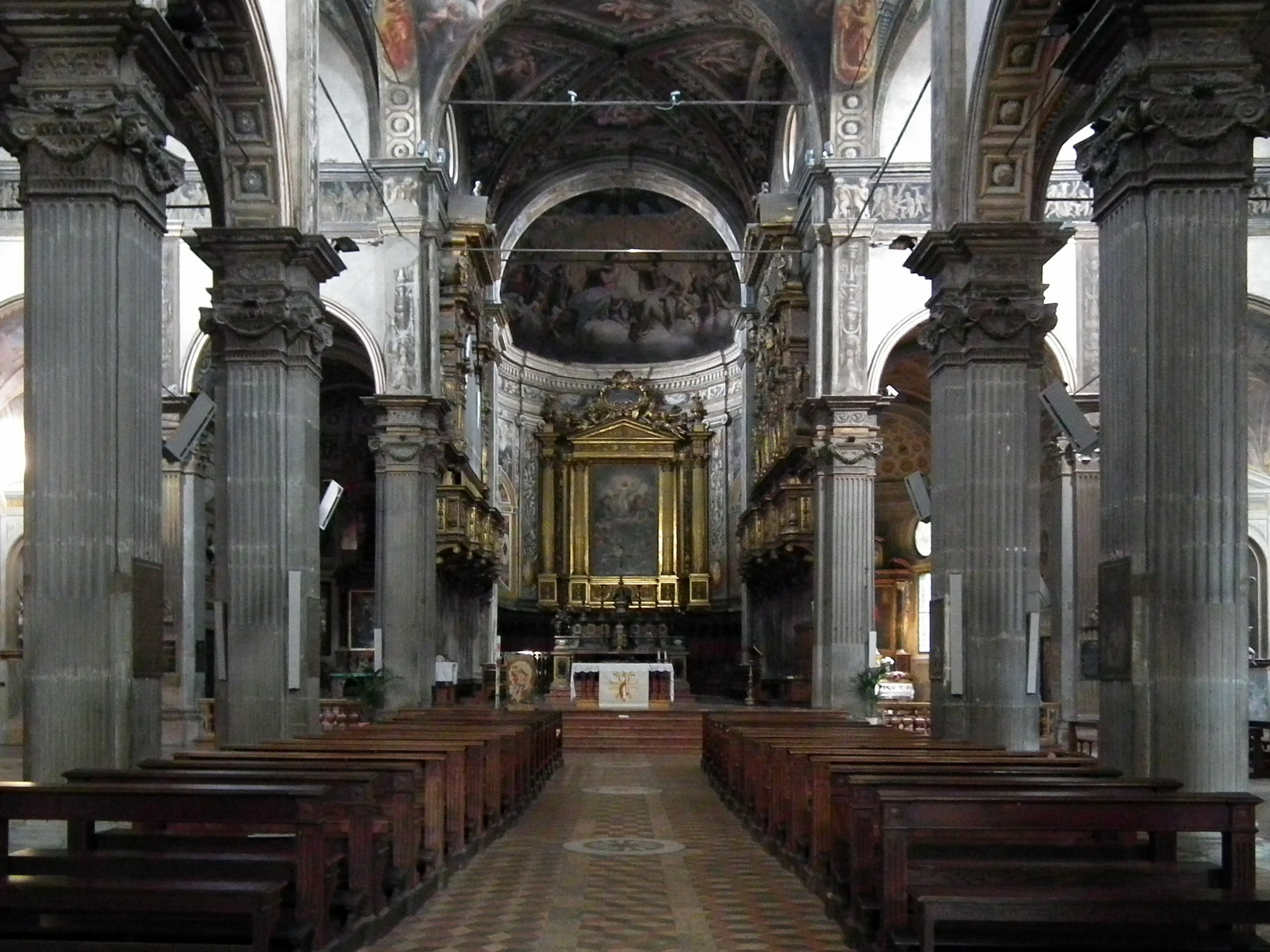
Interno

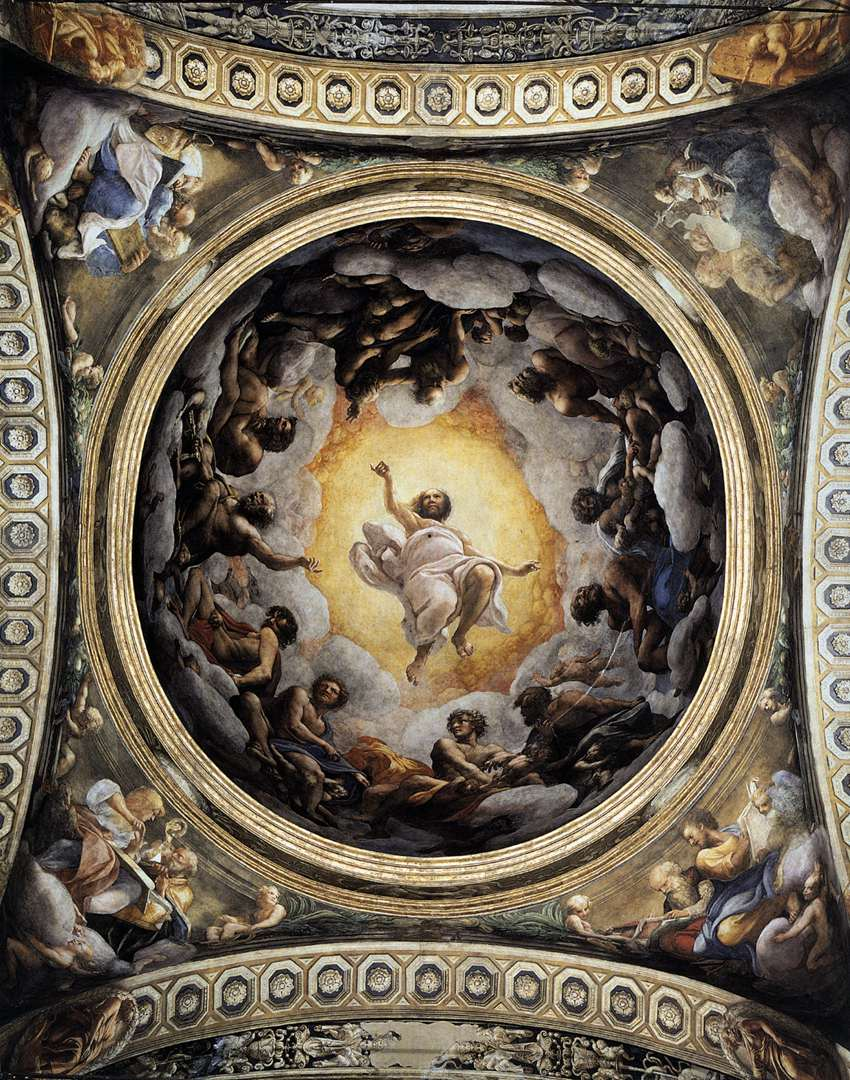
Cupola del Correggio

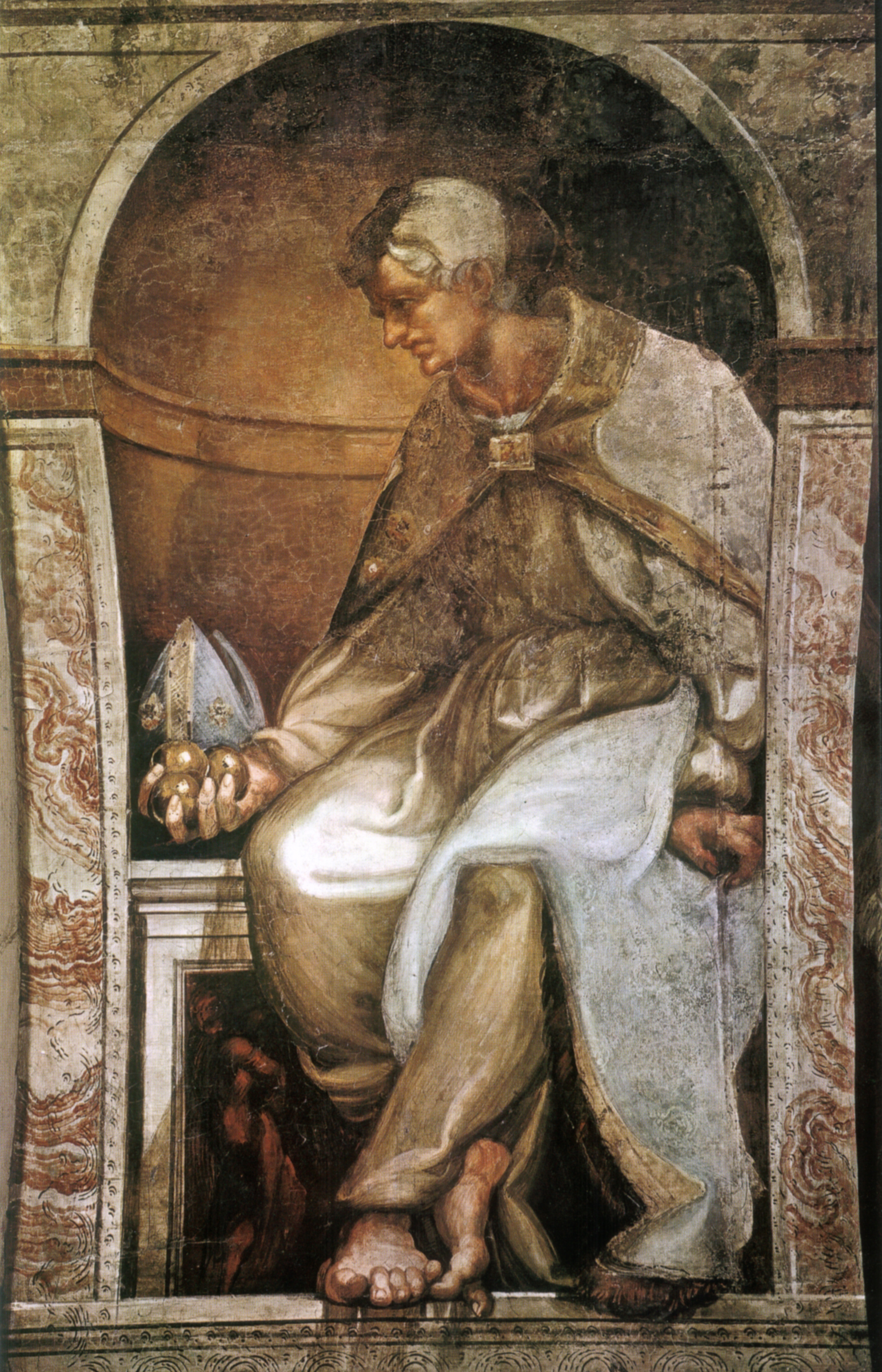
Michelangelo Anselmi, San Nicola

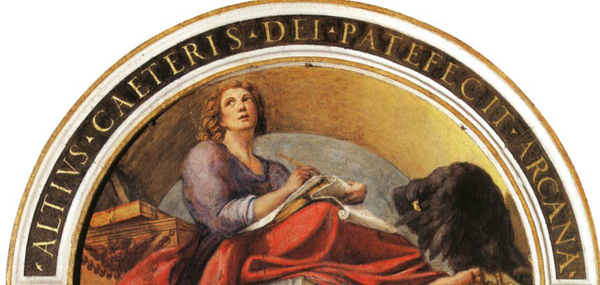
La lunetta di San Giovanni e l'aquila

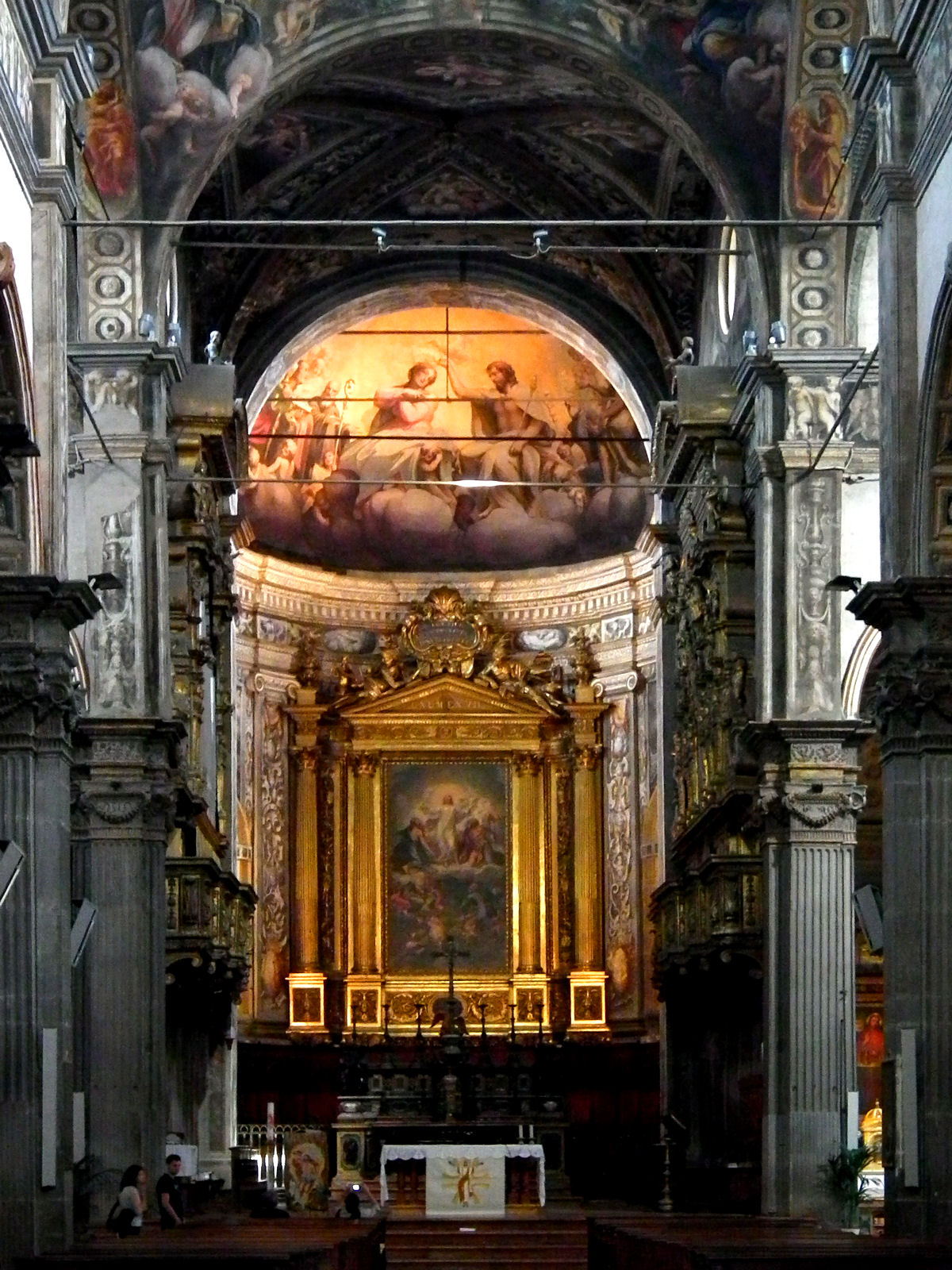
Abside

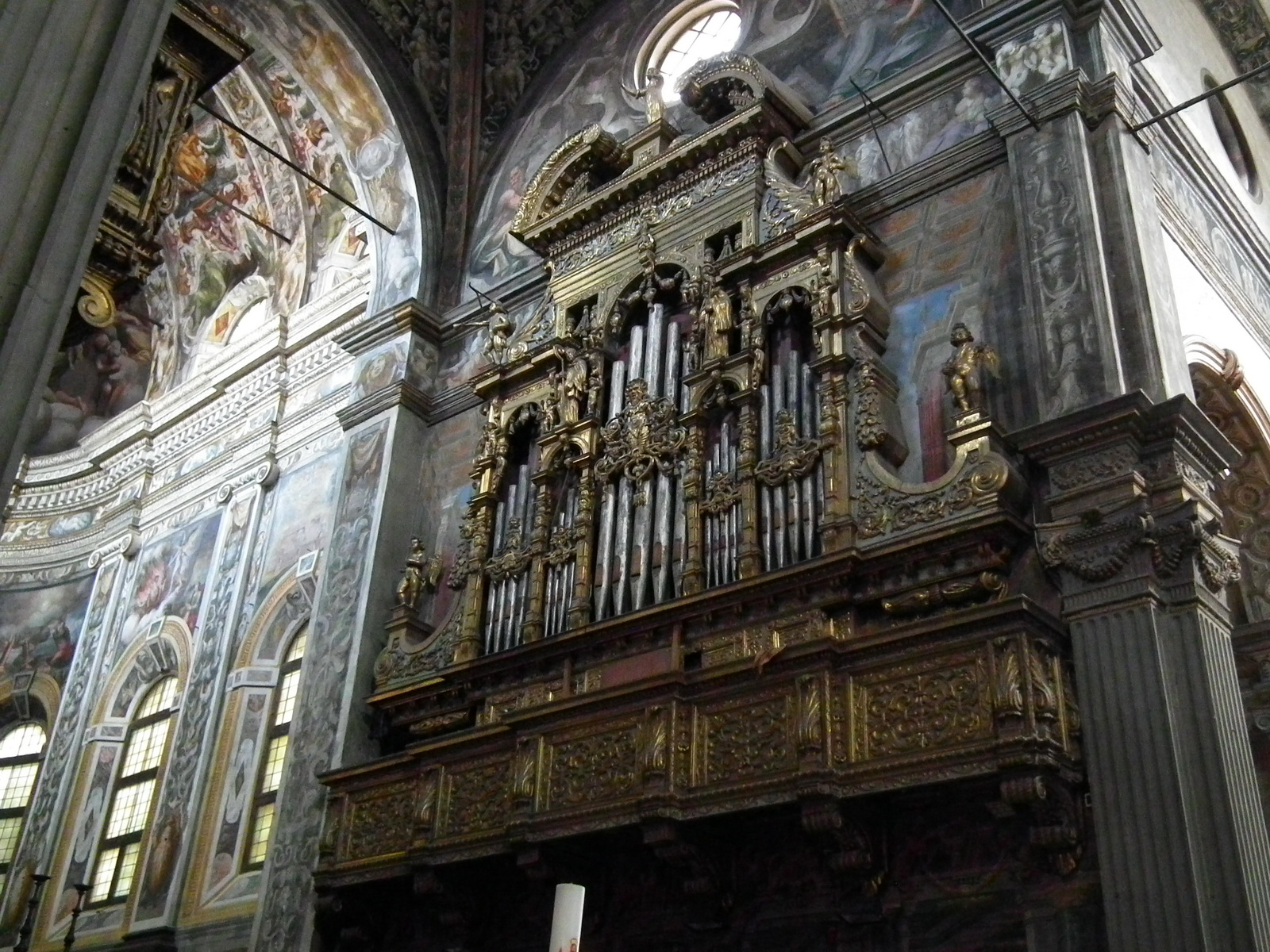
Corpo di destra dell'organo

L'interno è a croce latina e ha tre navate coperte da volte a crociera, e cupola all'intersezione del transetto: la struttura riprende quella del vicino Duomo e forse era memore anche dei recenti progetti per il rinnovo di San Pietro in Vaticano. I pilastri scanalati in pietra grigia con capitelli compositi sormontati da un dado sono infatti di chiara derivazione classicheggiante.
Nella navata mediana spicca il fregio continuo del Correggio e aiuti (1522-1524 circa), probabilmente in particolare Francesco Maria Rondani. Al disegno del Correggio sono riferite anche le grottesche sui semipilastri, mentre la decorazione delle volte, con candelabre, putti e simboli di Giovanni Evangelista, è riferibile a Michelangelo Anselmi (1520 circa).
Le dodici cappelle laterali vennero affrescate da artisti per lo più emiliani nella seconda metà del Cinquecento e nella prima del secolo successivo. Si contano lavori di Angelo Michele Colonna, Giacomo Alboresi, Giovanni Battista Merano, Giacomo Antonio Boni, Tommaso Aldrovandini e Carlo Giuseppe Carpi.
Nella chiesa è presente una delle tre copie della scultura del Cristo velato in Italia.

### Navata sinistra
Nella navata sinistra si trova il fonte battesimale, la cui base deriva da un monumento romano, forse funebre, del I secolo d.C.
La prima cappella, restaurata nel 1998, mostra il sottarco affrescato dal Parmigianino con Sant'Agata e il carnefice (sinistra) e le Sante Lucia e Apollonia (destra). Si tratta di figure monumentali, in cui è evidente l'influsso degli affreschi del Pordenone nel Duomo di Cremona.
La seconda, dedicata a san Vitale, mostra a sinistra il santo col cavallo e a destra i Santi Stefano e Lorenzo, pure opere del Parmigianino. La terza contiene una tela della fine del Cinquecento di Jan Soens con la Madonna col Bambino e santi, mentre la quarta (Cappella Zancheri) è decorata da un ciclo già attribuito al Parmigianino, ma oggi riferito a Michelangelo Anselmi, dopo la pubblicazione di disegni preparatori a lui riferibili. Nel sottarco si trovano i monumentali Sant'Ilario (sinistra) e San Nicola di Bari (destra), mentre le pareti sono affrescate da Giovanni Battista Merano con Storie di san Nicola (1684); sull'altare si vede lo Sposalizio mistico di santa Caterina d'Alessandria, tela di Girolamo Mazzola Bedoli (1536).
La quinta ha pitture meno pregiate, mentre nella sesta spicca la tavola d'altare con il Cristo portacroce di Michelangelo Anselmi (1522 circa).

### Navata destra
Il primo altare della navata destra mostra una pala di Gianfranco Gottesaldi o di artista veneto con la Madonna col Bambino tra i santi Girolamo e Michele (1610) in una cornice intagliata. La parete destra ospita il monumento marmoreo di Cristoforo Marzaroli alla contessa Albertina Sanvitale di Fontanellato, figlia illegittima di Maria Luisa d'Asburgo-Lorena duchessa di Parma. Nella seconda cappella una Natività (1519) dei fratelli Giacomo e Giulio Francia.
La terza cappella ha una pala di Cristoforo Caselli raffigurante l'Adorazione dei Magi (1499). La quarta ha l'arco decorato da affreschi attribuiti a Cesare da Reggio con all'altare una Madonna col Bambino e san Giacomo di Girolamo Bedoli-Mazzola (1543-1545 circa).
La quinta cappella è la Cappella del Bono, che conteneva le tele del Martirio di quattro santi (sinistra) e del Compianto sul Cristo morto (destra, entrambe del 1524 circa) oggi alla Galleria nazionale di Parma, sostituite in loco da copie settecentesche. Al disegno del Correggio è anche riferito il sottarco con Dio Padre al centro, i Santi Andrea e Pietro a sinistra e la Conversione di Saulo a destra, eseguiti però da aiuti.

### Transetto sinistro
Il catino del transetto sinistro venne affrescato da Michelangelo Anselmi con San Benedetto in trono fra santi (1521). La pala è di Emilio Taruffi (1674) e mostra San Mauro che guarisce gli appestati. I due gruppi plastici alle pareti (San Giovanni Evangelista e Madonna col Bambino e san Giovannino) sono in terracotta sottilmente patinata di bianco, opera di Antonio Begarelli, e risalgono al 1543 circa. Sotto la volta corre un fregio che continua anche nel presbiterio con tondi in prospettiva che contengono busti di papi, cardinali e monaci benedettini, alternato a scene di sacrifici pagani. Il braccio destro è attribuibile a Giovanni Antonio da Parma (1514) e quello sinistro a un artista di formazione forse padovana.
Il sottarco di ingresso della cappella a destra del presbiterio mostra Santa Cecilia (sinistra) e Santa Margherita (destra), attribuite a Girolamo Bedoli-Mazzola.

### Transetto destro
Anche il catino absidale di destra venne affrescato da Michelangelo Anselmi con Storie della vita di san Giovanni da Parma, primo abate del convento le cui spoglie sono conservate in un'urna sotto l'altare. La pala d'altare con il Miracolo di san Giovanni è di Emilio Taruffi (1674); i due gruppi plastici del Begarelli alle pareti raffigurano Santa Felicita col figlio san Vitale e San Benedetto.

### Cupola
La grande cupola fu dipinta dal Correggio nel 1520, anticipando quella del Duomo che lo stesso Correggio eseguì dal 1526. Rappresenta la Visione di san Giovanni, con l'apostolo che vede spalancarsi i cieli e comparire uno sfolgorante Cristo, che gli indica il suo posto nella cerchia degli apostoli.

### Presbiterio
Le grottesche della crociera sono attribuite a Correggio, mentre i putti nelle vele furono aggiunti più tardi, verso il 1588, da Innocenzo Martini, che dipinse anche le figure sulle cantorie e sull'organo. L'altare maggiore è decorato da marmi screziati di vari colori, su disegno di Bartolomeo Avanzini. La firma di Bernardo Falconi si trova apposta su uno degli otto Putti in bronzo che reggono la mensa dell'altare maggiore.
Per allungare il presbiterio nel 1587 venne distrutto il grande affresco dell'Incoronazione della Vergine, di cui resta oggi la parte centrale, staccata a massello, nella Galleria nazionale di Parma e alcuni frammenti sparsi, di cui tre alla National Gallery di Londra. L'affresco attuale venne rifatto nel 1587 nelle forme dell'opera originaria da Cesare Aretusi.
Sulla parete di fondo si trova la grande pala della Trasfigurazione di Girolamo Bedoli-Mazzola (1556 circa), che disegnò anche la cornice, riccamente intagliata da Gianfrancesco Testa.
Il coro ligneo venne intarsiato e imperniato con motivi floreali, vedute urbane e collinari, strumenti musicali, ecc. da Marcantonio Zucchi, che vi lavorò dal 1513 al 1531, a cui seguirono i fratelli Gianfrancesco e Pasquale Testa, fino al 1538.
Del Correggio è notevole è l'affresco della lunetta del portale che porta alla sagrestia, sulla porta che conduce al chiostro, con San Giovanni e l'aquila. Gli affreschi della cupola e della lunetta sembrano chiaramente ispirati alla liturgia medievale benedettina in uso per la festività di San Giovanni Evangelista (27 dicembre). A conferma di ciò, l'iscrizione intorno alla lunetta - ALTIUS CAETERIS DEI PATEFECIT ARCANA - riporta parole molto simili a quelle delle orazioni notturne dei monaci. La stessa iconografia della cupola si ispira a un altro momento della liturgia prevista il 27 dicembre.
La sagrestia venne affrescata nel 1508 da Cesare Cesariano. Conserva un bel rivestimento ligneo del Seicento e un armadio portareliquie, nel vano ottagonale annesso a questo ambiente, con due ante dipinte da Michelangelo Anselmi nel 1618.

### Organo a canne
Il primo organo a canne della chiesa di San Giovanni Evangelista di cui si ha menzione fu costruito fra il 1517 e il 1521 dall'organaro Cristoforo Traparello. Lo strumento, collocato nel lato destro del transetto, fu poi ampliato nel 1580 dal bresciano Benedetto Antegnati e collocato nel secolo successivo sulla cantoria di sinistra del presbiterio; nel 1653, sulla controcantoria venne costruito un secondo organo da 1653 e, nel XVIII secolo, l'organo venne adeguato ai canoni dell'epoca dai fratelli Serassi. Nel 1927 l'organo è stato ricostruito dalla ditta Tamburini riutilizzando parti antiche. Nel 1929, sempre la ditta Tamburini ha aggiunto un nuovo corpo espressivo a forte pressione, le cui griglie sono visibili nell'abside. È stato sottoposto a parziale restauro nel 1996 da Claudio Anselmi Tamburini. Nel 2012-2013 l'organo è stato interamente restaurato dalla ditta Mascioni di Cuvio (VA), sotto la supervisione dell'organista titolare Giovanna Emanuela Fornari.
Lo strumento, a trasmissione elettrica, ha tre tastiere di 61 note ciascuna ed una pedaliera di 32. Il materiale fonico del Grand'Organo (prima tastiera), del Positivo espressivo (seconda tastiera) e del Pedale è collocato sulle due cantorie ai lati del presbiterio, mentre quello dell'Espressivo (terza tastiera) si trova nell'abside.

## Il monastero

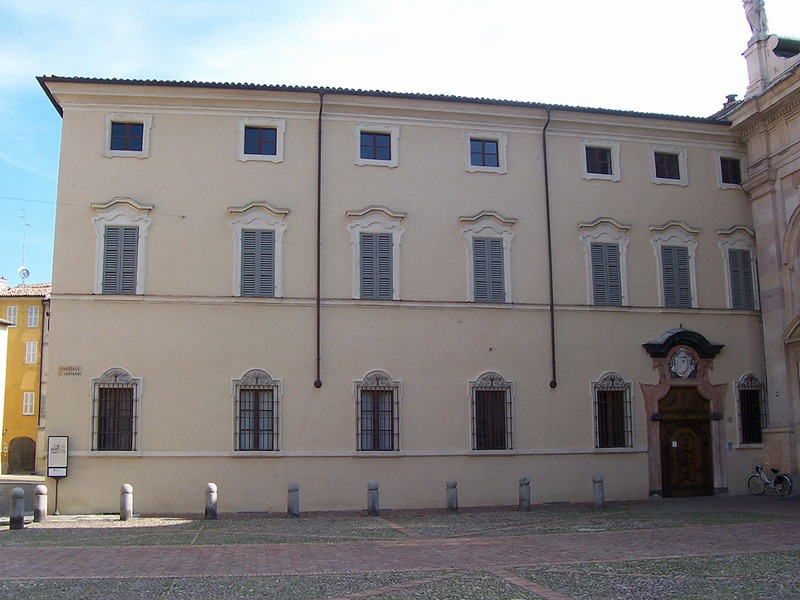
Facciata del monastero

Il monastero ruota attorno a tre chiostri: il primo cortile presenta un colonnato in stile ionico, il secondo contiene decorazioni del Correggio e nel terzo, detto chiostro di San Benedetto, sono visibili affreschi di inizio Cinquecento.
All'interno della Biblioteca Monumentale sono presenti codici che dimostrano l'attività amanuense del monastero. Questi codici provenivano dall'abbazia di Santa Giustina di Padova senza presenza di decorazioni. Qui venivano ornate da Damiano da Moile, Francino da Moile e, a partire dal 1492, da Michele da Genova.

### Antica Spezieria

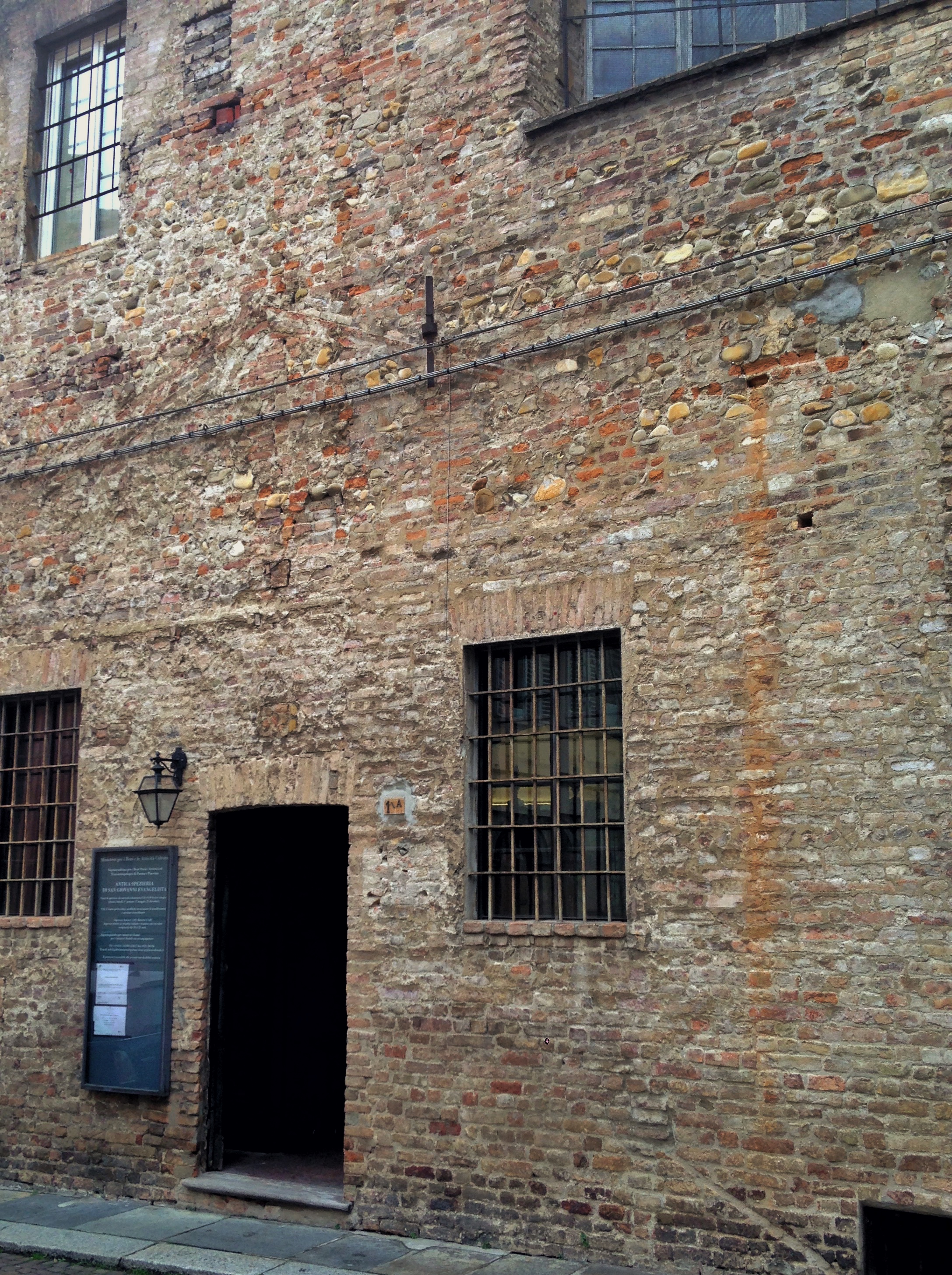
Ingresso dell'antica spezieria sul retro del monastero

Sul retro del monastero ha accesso diretto dall'esterno l'antica spezieria di San Giovanni, storica farmacia fondata dai monaci benedettini in epoca remota. Le prime fonti certe della sua esistenza sono databili al 1201, tuttavia è probabile che essa sia molto più antica e che in origine non fosse aperta alla cittadinanza ma solo ai frati dell'abbazia.
Gli attuali arredi dei locali furono realizzati tra il XV ed il XVI secolo, ma la suddivisione in quattro ambienti ancora oggi visibile risale al 1766, quando i benedettini furono costretti dalle normative borboniche alla sua laicizzazione, affidandone la gestione a privati. Acquistata nel 1896 dal Demanio, nel 1951 la farmacia fu trasformata in museo aperto al pubblico.

## Dipendenze
La badia di Santa Maria della Neve è un'abbazia che si trova a Torrechiara ed è alle dipendenze dell'abbazia di San Giovanni Evangelista di Parma.